# Nâng cao sức khỏe nơi làm việc
Nâng cao sức khỏe nơi làm việc là những nỗ lực của người sử dụng lao động, người lao động và xã hội để nâng cao tinh thần và thể chất sức khỏe và hạnh phúc con người tại nơi làm việc. Thuật ngữ nâng cao sức khỏe nơi làm việc biểu thị một phân tích và thiết kế toàn diện các cấp độ công việc của con người và tổ chức với mục tiêu chiến lược là phát triển và cải thiện các nguồn lực y tế tại nơi làm việc.
Tổ chức Y tế Thế giới đã ưu tiên nơi làm việc như một địa điểm tốt để tăng cường sức khỏe bởi vì số lượng lớn đối tượng tiềm năng, cũng như có ảnh hưởng đến tất cả các khía cạnh trong đời sống của một người. Tuyên bố Luxembourg quy định rằng sức khỏe và hạnh phúc nơi làm việc có thể đạt được thông qua sự phối hợp của việc:
- Cải thiện tổ chức và môi trường làm việc
- Thúc đẩy sự tham gia tích cực các bên
- Khuyến khích phát triển cá nhân.[1]

Nâng cao sức khỏe nơi làm việc nhằm làm giảm các yếu tố nguy cơ bất lợi, tăng cường các yếu tố có lợi cho sức khỏe  để cải thiện và bảo vệ sức khỏe cho mọi người. Nâng cao sức khỏe nơi làm việc cũng bao gồm thực hiện các kỷ luật về an toàn và sức khỏe nghề nghiệp, bao gồm bảo vệ người lao động khỏi các mối nguy hiểm.
Một báo cáo của Cơ quan An toàn và Sức khỏe tại nơi làm việc Châu Âu ghi nhận bằng chứng ngày càng tăng rằng có thể tiết kiệm đáng kể chi phí khi thực hiện các chiến lược nâng cao sức khỏe tại nơi làm việc.